# Saint-Cyr-sur-Menthon
Saint-Cyr-sur-Menthon ist eine französische Gemeinde mit 1.867 Einwohnern (Stand 1. Januar 2022) im Département Ain in der Region Auvergne-Rhône-Alpes. Sie gehört zum Kanton Vonnas im Arrondissement Bourg-en-Bresse.

## Geographie

### Lage
Saint-Cyr-sur-Menthon liegt auf 208 m, etwa 21 Kilometer westnordwestlich der Präfektur Bourg-en-Bresse, elf Kilometer östlich der Stadt Mâcon und 58 Kilometer nördlich der Stadt Lyon (Luftlinie). Das Dorf erstreckt sich im südlichen Teil der historischen Provinz Bresse.

### Topographie
Die Fläche des 16,93 km² großen Gemeindegebiets umfasst einen Teil der südlichen Bresse, eine nur schwach reliefierte Ebene im Bresse-Saône-Graben, die sich östlich der Saône erstreckt. Das Gemeindegebiet wird im Wesentlichen vom namengebenden Bach Menthon nach Südwesten hin zur Veyle entwässert, einem linken Nebenfluss der Saône. Im Nordwesten der Gemeinde gibt es außerdem einige Kanalhaltungen, die mit dem Virolet verbunden sind. Das Gemeindegebiet teilt sich auf in drei ähnlich große Teile: einen Mittelteil mit dem Dorfkern, einen Ostteil auf der anderen Seite des Menthon und einen Nordteil auf der anderen Seite der Autobahn Autoroute 40, deren Trasse die Gemeinde durchquert. Felder und sonstige landwirtschaftliche Flächen machen mit Anteilen von 48 % bzw. 37 % die Hauptnutzung des Gemeindebodens aus, gefolgt von Wiesen (8 %) und Wäldern (4 %).

### Nachbargemeinden
Umgeben ist Saint-Cyr-sur-Menthon von den Nachbargemeinden Bâgé-Dommartin im Norden, Saint-Genis-sur-Menthon im Osten, Perrex im Süden sowie Saint-Jean-sur-Veyle im Westen.

### Gemeindegliederung
Zu Saint-Cyr-sur-Menthon gehören neben dem eigentlichen Ortskern noch viele weitere Gemeindeteile, Weilersiedlungen und Gehöfte, die über das ganze Gemeindegebiet verstreut sind. Die bedeutenderen darunter sind:
- La Mulatière (214 m) nördlich der A 40, umgeben von den Weilern Les Mirtanges, La Manche und Piquerand,
- Les Croix Vieilles (211 m) südlich der A 40 und ganz im Osten der Gemeinde,
- La Tuilerie (214 m) an der Hauptstraße westlich von Saint-Cyr,
- Les Chanelets (205 m) nördlich von Saint-Cyr,
- Les Druillets (210 m) und Les Gambys (198 m) am Südrand der Gemeinde,
- Aringe (203 m) und Marillat (191 m) auf der anderen Seite des Menthon.

## Geschichte

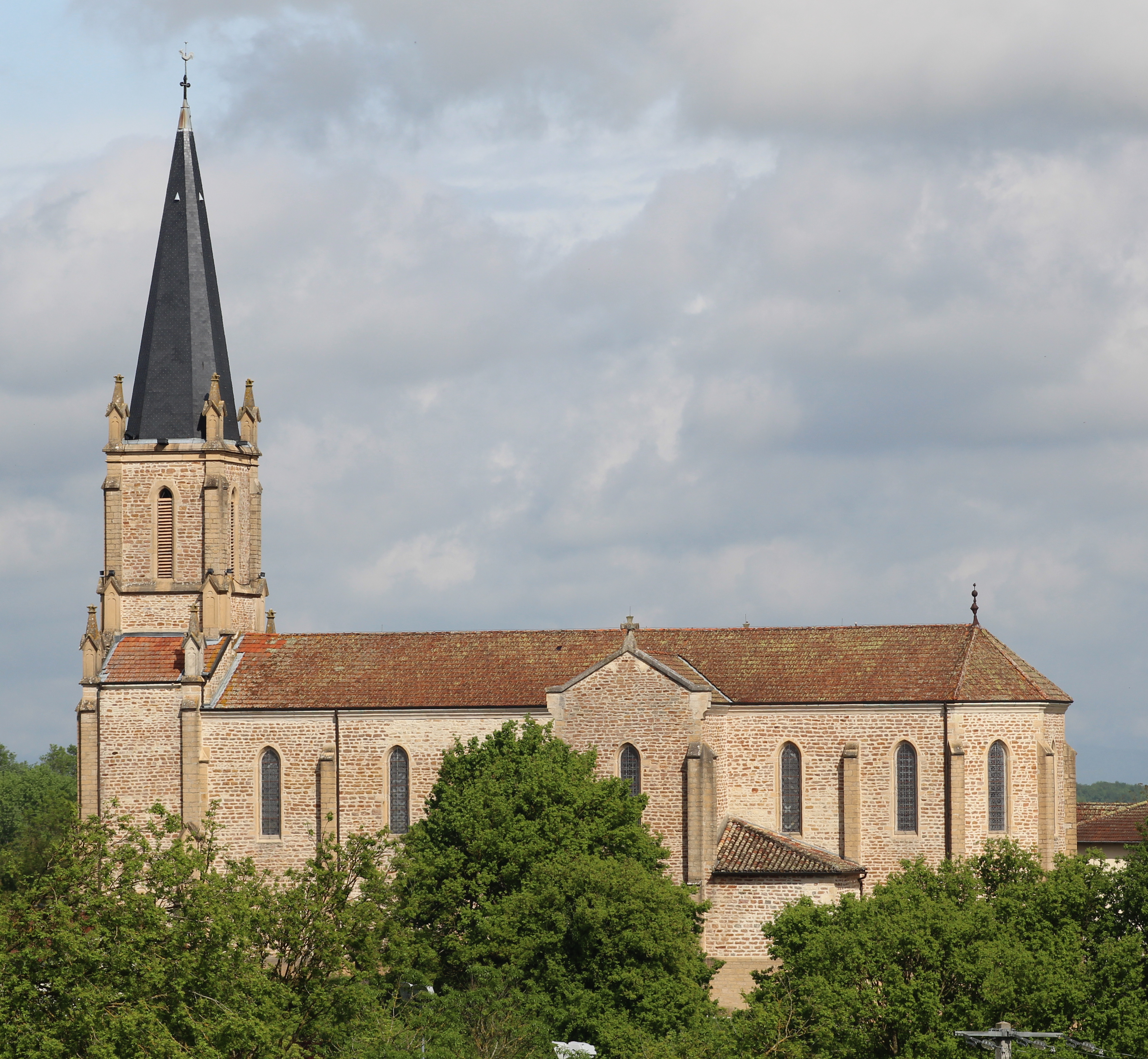
Kirche Saint-Cyr

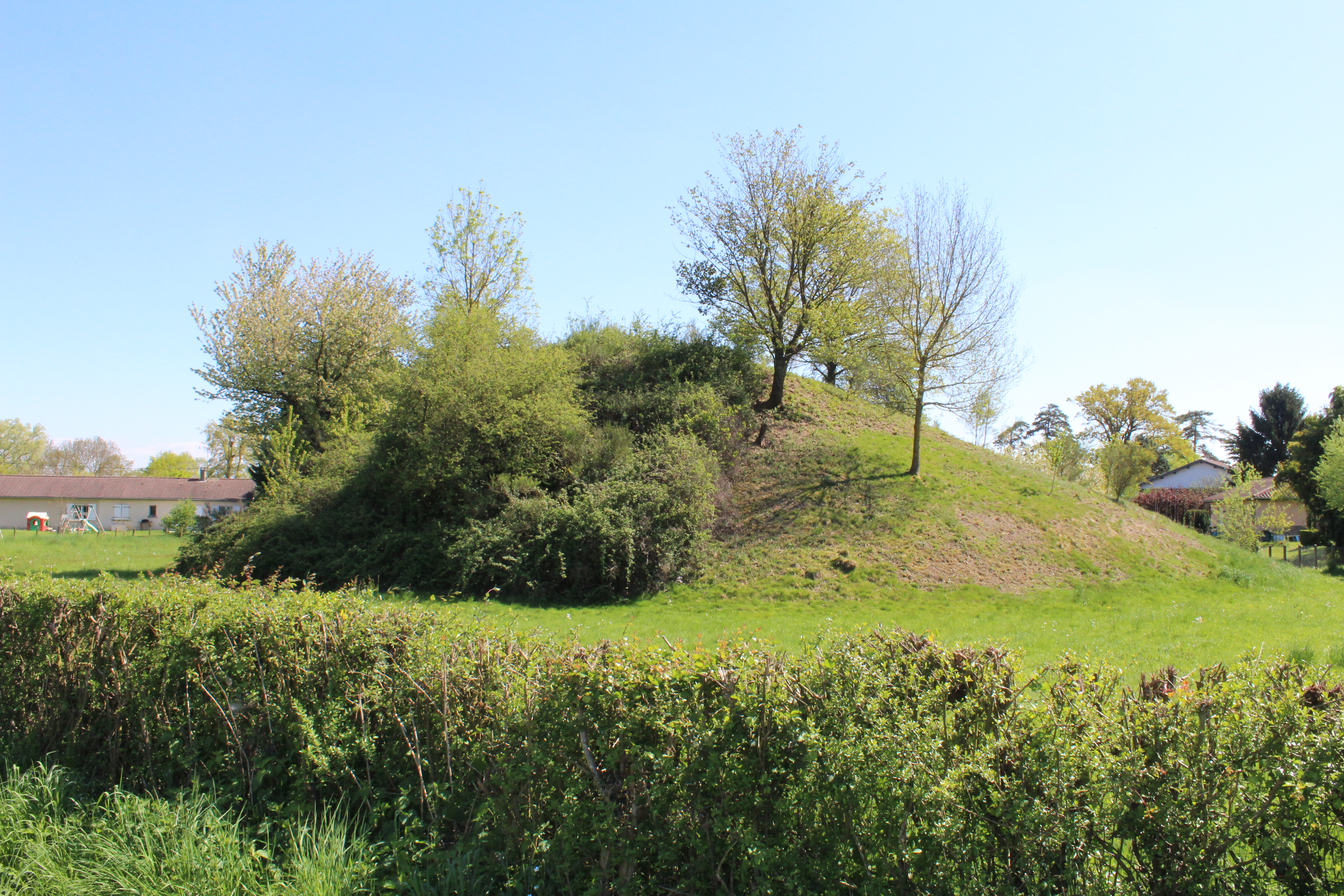
Reste der Motte (frz.: poype) von Saint-Cyr

An zwei verschiedenen Stellen auf dem Gemeindegebiet wurden römische Ziegel sowie ein kleiner Münzschatz gefunden, der Sesterzen aus der Zeit bis Kaiser Severus Alexander enthielt.
Im Hochmittelalter bestand in Saint-Cyr eine kleine Herrschaft mit Motte und Festem Haus, in der im 11. Jahrhundert ein Familiengeschlecht gleichen Namens residierte und die von der Herrschaft Bâgé abhing. Gleichzeitig besaß der Ort eine Kirche, die im Jahr 994 erstmals erwähnt wurde (Ecclesia que est in honore Sancti Cirici). Ihr Patrozinium ist der Hl. Quiricus, der Zusatz -sur-Menthon erschien erstmals 1442. Der heutige Weiler Aringe existiert ebenfalls seit mindestens dem 10. Jahrhundert, als er unter den Namen Ariangas und Aringas erwähnt wurde. Die anderen Weiler sind frühestens seit dem 14. und 15. Jahrhundert dokumentiert (Apud lo Drulliey, 1359 sowie Villagium Millaterie, 1493).
Im Jahr 1272 übernahm die Grafschaft Savoyen die Oberhoheit über Saint-Cyr, als das Geschlecht Bâgé in männlicher Linie ausstarb und Alleinerbin Sibylle de Bâgé ihre Ländereien als Mitgift in die Heirat mit Amadeus V. von Savoyen einbrachte. Dabei konnte die Familie von Saint-Cyr ihr Lehen erneuern. Als Teil der Bresse gelangte Saint-Cyr mit dem Vertrag von Lyon 1601 an das Königreich Frankreich.

### Bevölkerungsentwicklung
| Jahr                       | 1962 | 1968 | 1975 | 1982 | 1990 | 1999 | 2006 | 2012 | 2021 |
| -------------------------- | ---- | ---- | ---- | ---- | ---- | ---- | ---- | ---- | ---- |
| Einwohner                  | 811  | 809  | 822  | 983  | 1243 | 1314 | 1515 | 1712 | 1844 |
| Quellen: Cassini und INSEE |      |      |      |      |      |      |      |      |      |

Mit 1.867 Einwohnern (Stand: 1. Januar 2022) gehört Saint-Cyr-sur-Menthon zu den kleineren Gemeinden des Départements Ain. Nachdem die Einwohnerzahl 1856 einen historischen Höchststand von 1414 erreicht hatte, war sie in der zweiten Hälfte des 19. und ersten Hälfte des 20. Jahrhunderts rückläufig. Seit den 1970er Jahren wird wieder eine Bevölkerungszunahme verzeichnet, die bis heute anhält. Die Ortsbewohner von Saint-Cyr-sur-Menthon heißen auf Französisch Saint-Cyrien(ne)s.

## Wirtschaft und Infrastruktur
Saint-Cyr-sur-Menthon ist bis heute ein vorwiegend durch die Landwirtschaft geprägtes Dorf mit Schwerpunkt Geflügelzucht und etwa einem Dutzend aktiven Höfen. In dem Gewerbegebiet Les Teppes hat das Unternehmen Lamberet seinen Hauptsitz, ein großer Hersteller von Kofferaufbauten für Kühlwagen-Nutzfahrzeuge mit etwa 350 Arbeitsplätzen in der Gemeinde. Daneben gibt es noch verschiedene Betriebe des lokalen Kleingewerbes. Mittlerweile hat sich das Dorf auch zu einer Wohngemeinde entwickelt. Viele Erwerbstätige sind Wegpendler, die in den größeren Ortschaften der Umgebung, vor allem im Raum Bourg-en-Bresse aber auch in Mâcon, ihrer Arbeit nachgehen.
Die Ortschaft liegt an der Route départementale D 1079 (ehemalige Nationalstraße Route nationale 79) Mâcon–Bourg-en-Bresse. Ein Netz von Nebenstraßen erschließt die Weiler und Gehöfte und führt weiter in die südlichen und nördlichen Nachbargemeinden. Die nächsten Teilanschlussstellen an die Autoroute A40 befinden sich in rund vier bzw. acht Kilometern Entfernung.
Südlich von Saint-Cyr-sur-Menthon verläuft die Bahnstrecke Mâcon–Ambérieu-en-Bugey mit mehreren Haltepunkten des TER Rhône-Alpes und TGV-Bahnhöfen in Mâcon und Bourg-en-Bresse. Als Flughafen in der Region kommt Lyon-St-Exupéry (75 Kilometer) in Frage.

## Sehenswürdigkeiten
In Saint-Cyr-sur-Menthon stehen vier Bauernhöfe vorwiegend aus dem 17. Jahrhundert, die im typischen Stil der Bressehäuser errichtet sind, das heißt aus Holzfachwerk, das mit Lehmziegeln ausgefacht ist. Ihre sarazenischen Kamine sind jeweils als monument historique klassifiziert. Die Höfe sind im Einzelnen: Ferme dite de la Grange du Clou (17. Jahrhundert, gesamtes Gebäude unter Denkmalschutz), Grange des Carons, Ferme à Tavernay und Ferme des Planons (14.–17. Jahrhundert). Drei von ihnen befinden sich im Ortsteil La Mulatière, wobei die Ferme des Planons heute das Kernstück des Bressemuseums Musée départemental de la Bresse – Domaine des Planons darstellt. Neben der Architektur eines typischen Bresse-Hofes erklärt es Brauchtum und historisches Alltagsleben in der Bresse und ist mit einem 20 Hektar großen Park teilweise als Freilichtmuseum angelegt. Außer der Hofgruppe gibt es ein 2005 errichtetes, modernes Hauptgebäude und einen zweiten Zugang über einen eigenen Autobahnparkplatz an der A 40.

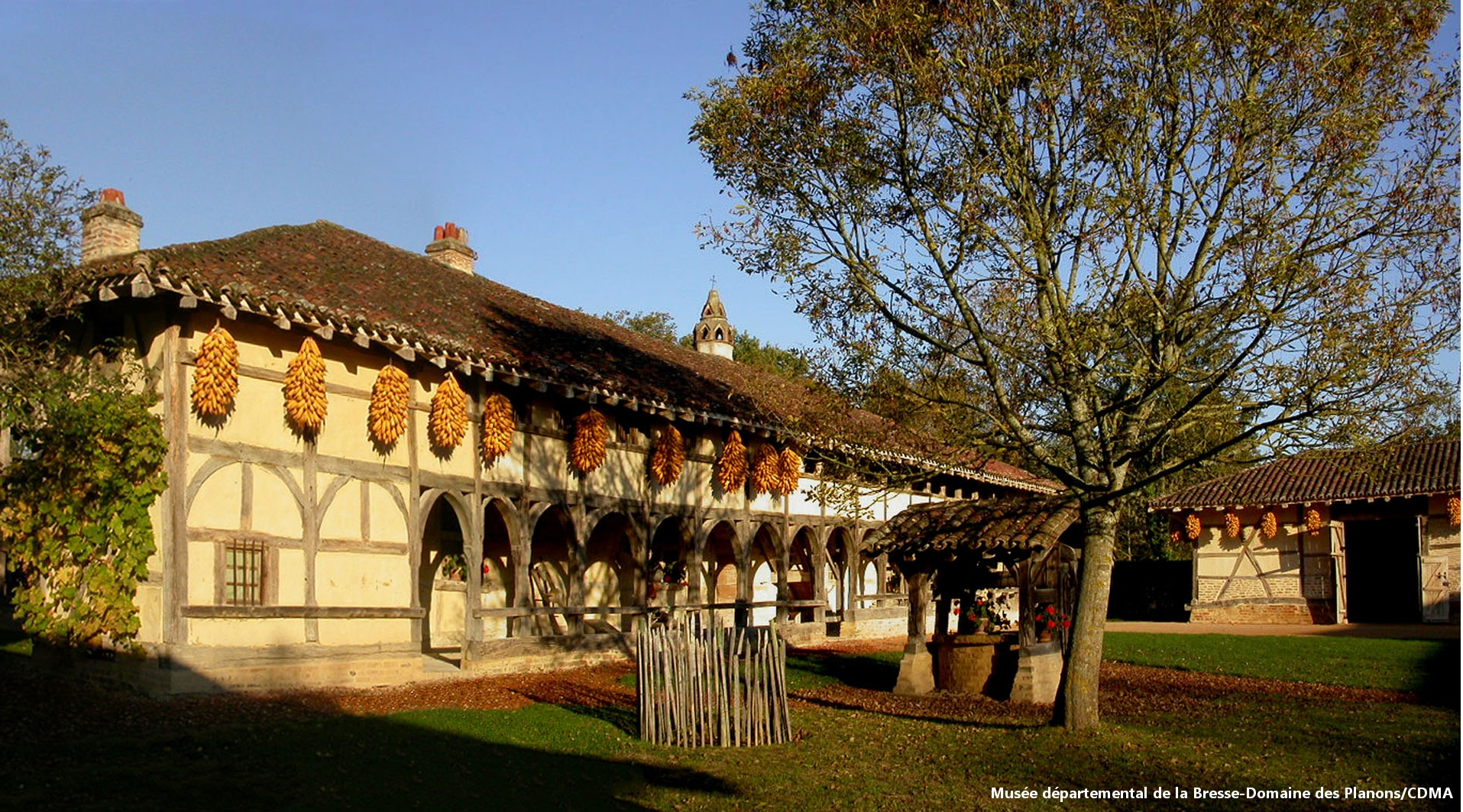
Bressemuseum mit der Ferme des Planons
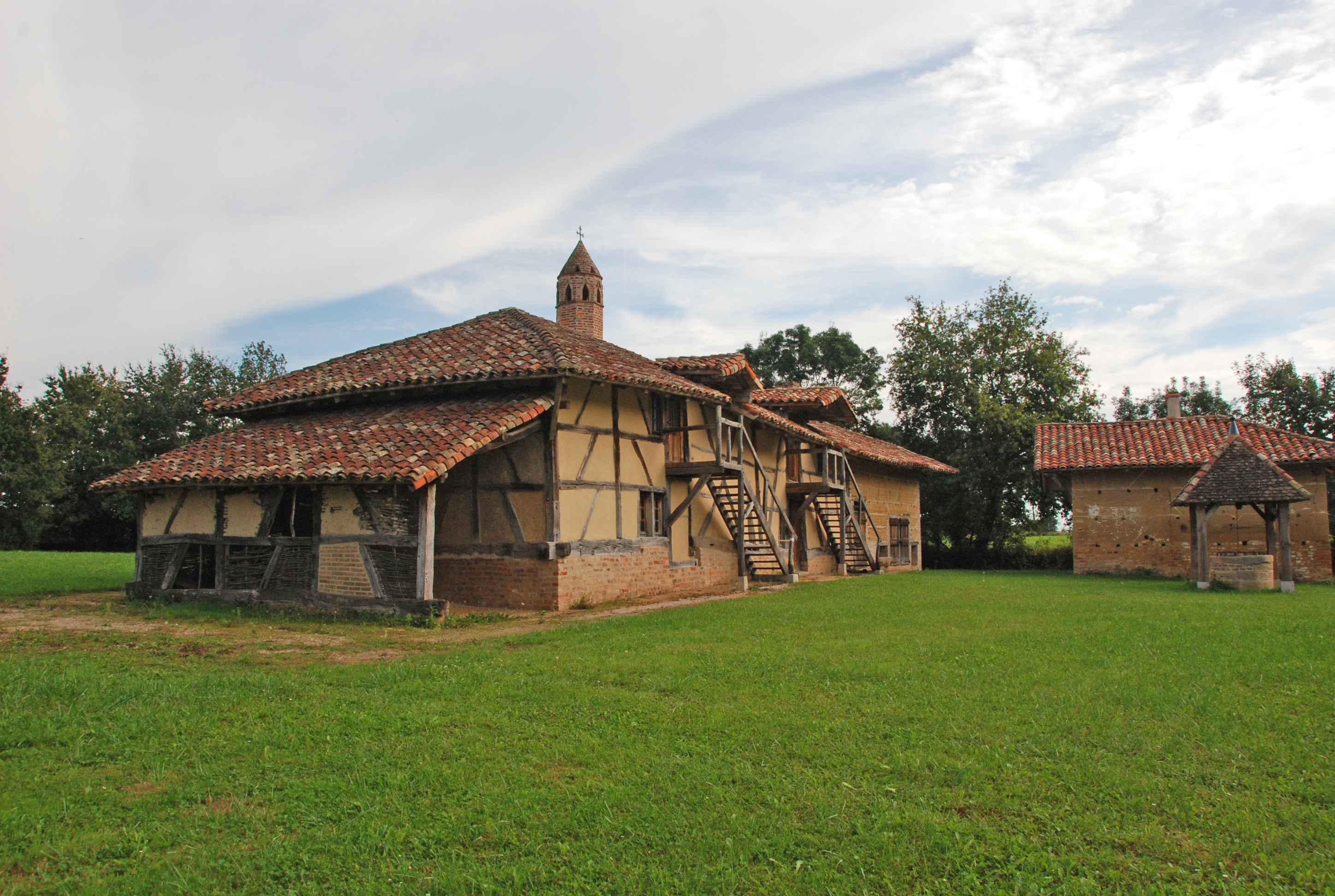
Ferme de la Grange du Clou
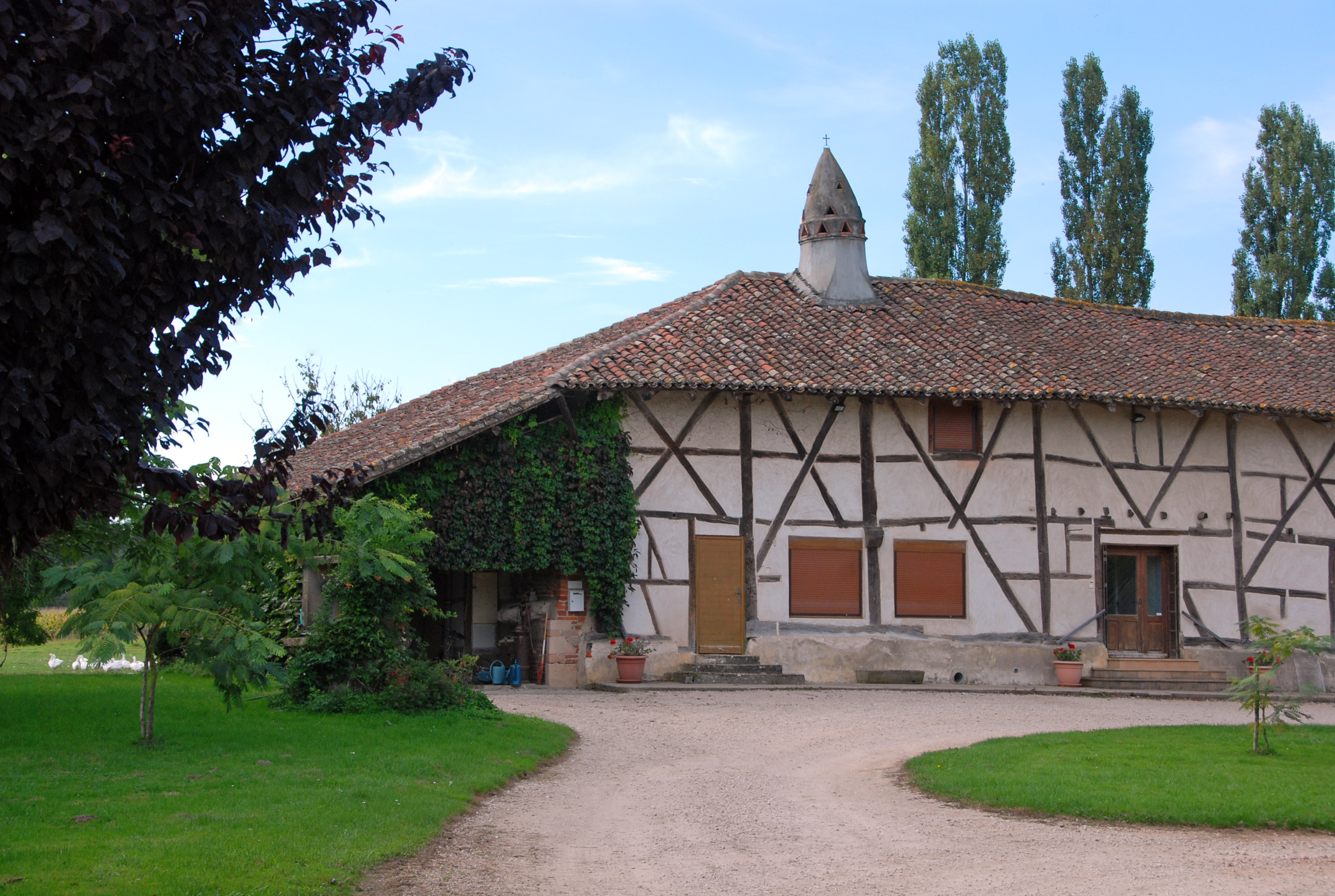
Ferme de Tavernay
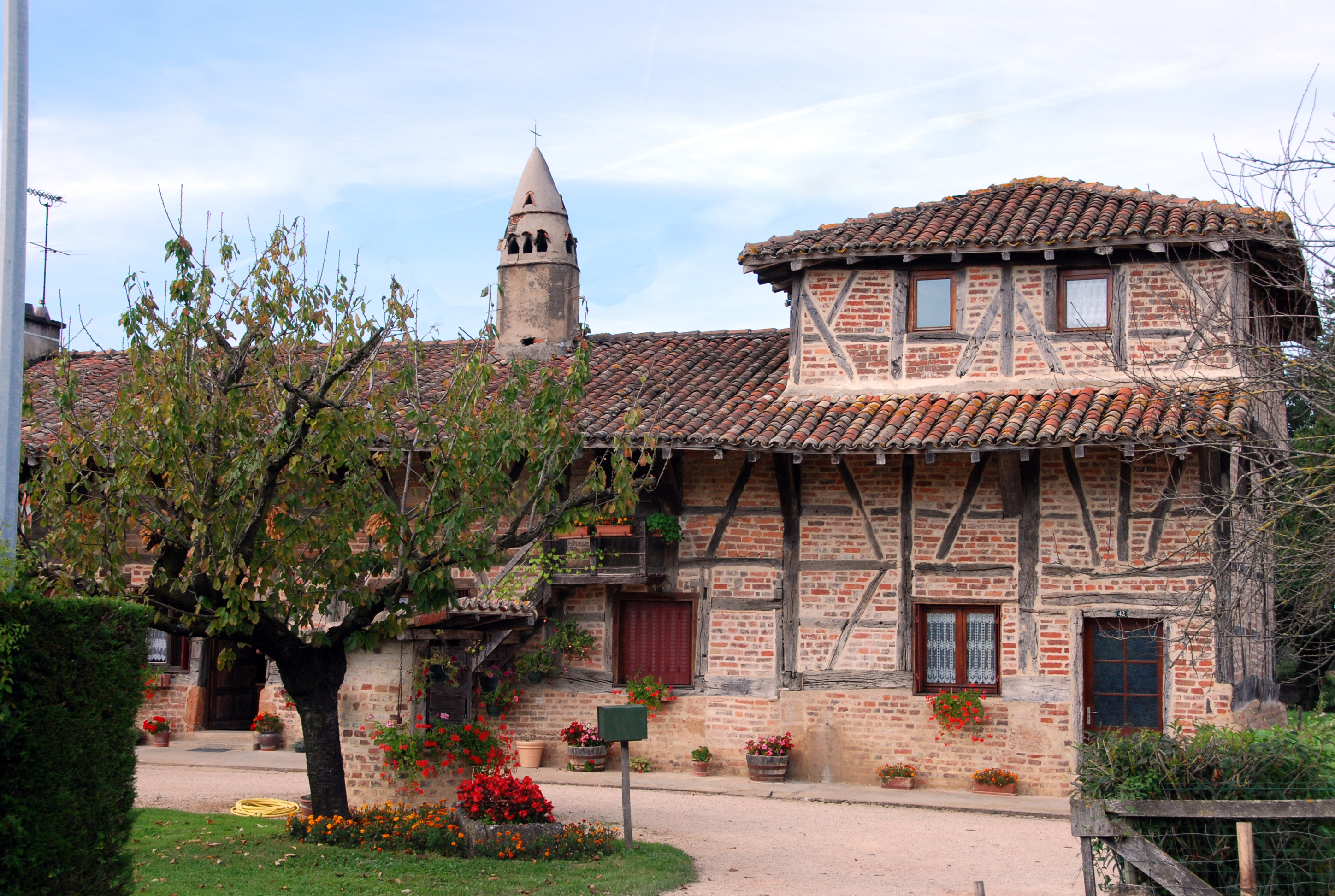
Grange des Carons
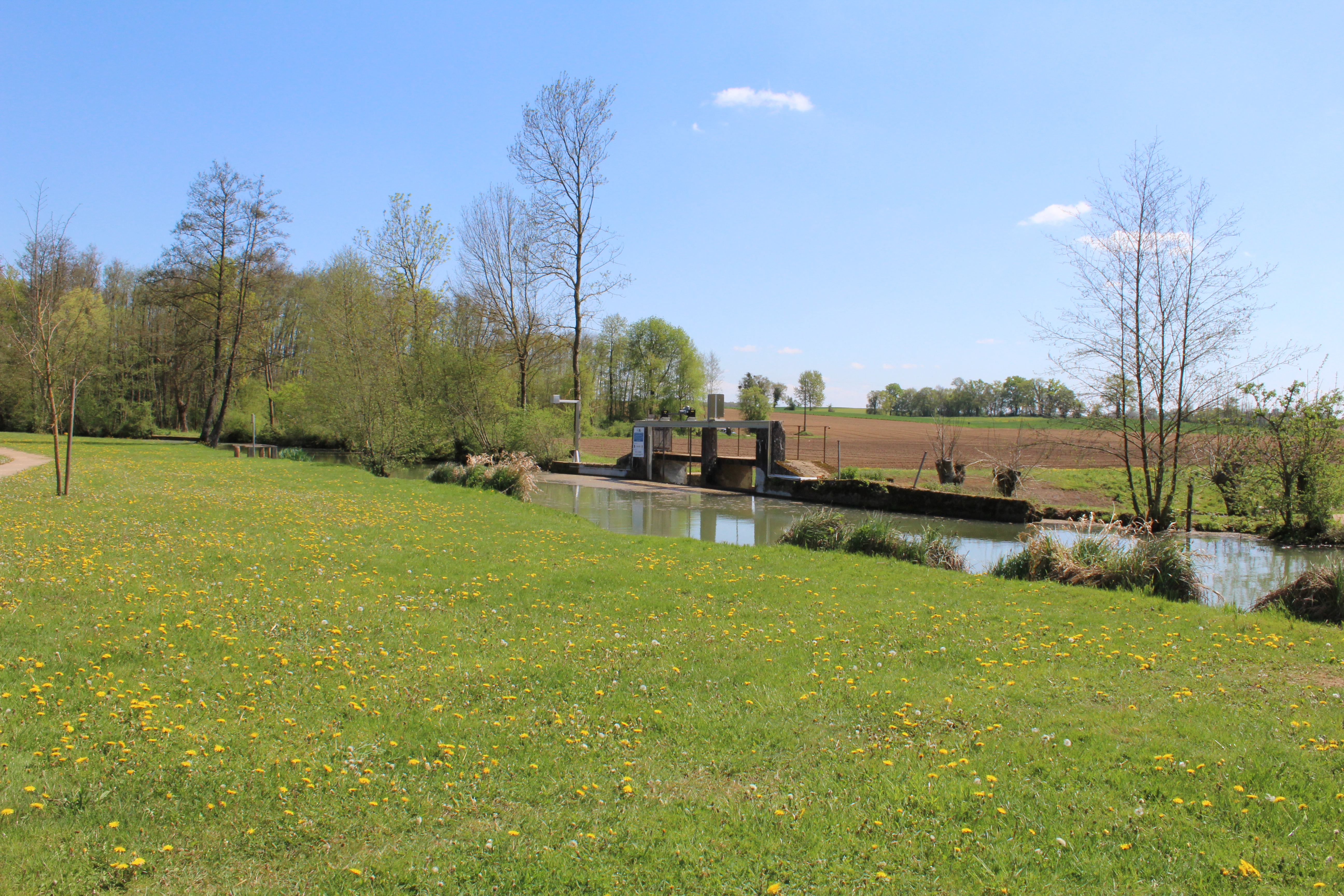
Parkanlage und Mühlwehr am Menthon

Die Kirche Saint-Cyr wurde in der Mitte des 19. Jahrhunderts im neugotischen Stil erbaut und ersetzte den mittelalterlichen Vorgängerbau. Am Ufer des Menthon befindet sich eine kleine Parkanlage mit einer renovierten alten Mühle.